# Caledonia (Missouri)
Caledonia è un villaggio degli Stati Uniti d'America, situato nello Stato del Missouri, nella contea di Washington.